# San Román (Huesca)
San Román (Sant Román en aragonés) es una localidad perteneciente al municipio de Bierge, en el Somontano de Barbastro,  provincia de Huesca (Aragón). Se encuentra en la solana del monte de Castildemoros, desde el pueblo se puede contempla la mayoría de las llanuras del somontano y la Hoya de Huesca. Se puede llegar a través de una pista que se encuentra pasado el pueblo de Morrano, en la carretera A-1227.

## Historia
Según Agustín Ubieto Arteta, la primera cita del lugar es de 1055, recogida en la obra de Ángel Canellas López Colección diplomática de San Andrés de Fanlo, Institución Fernando el Católico (Zaragoza, 1964), y documenta las variantes Sanc Roman, Santarroman, Sancti Romani, Santo Romano y Sancto Arromano.
- En 1857, junto con Yaso, se une al municipio de Morrano.
- 1970-1980, se une definitivamente a Bierge.

## Demografía
Datos demográficos de la localidad de San Román desde 1842:
| 74                   | 55 | 54 | 57 | 51 | 46 | 39 | 24 | 9 | -- | -- | -- | 6 | 6 |
| (Fuente: INE, IAEST) |    |    |    |    |    |    |    |   |    |    |    |   |   |

- Entre el censo de 1857 y el anterior, este municipio desaparece porque se integra en el de Morrano[4]
- Datos referidos a la población de derecho.

## Monumentos
- Parroquia dedicada a San Román
- Ermita de Santa Quiteria. Con vistas al norte de Monte Perdido y al sur de toda el Somontano de Barbastro y la Hoya de Huesca.